# Véhicule de soutien sanitaire aux opérations
Le véhicule de soutien sanitaire aux opérations (VSSO), ou simplement véhicule de soutien sanitaire (VSS), est un véhicule utilisé par les services de santé et de secours médical (SSSM) des pompiers français. Il est utilisé lors d'interventions éprouvantes pour offrir aux pompiers engagés un ravitaillement en nourriture et en eau ainsi qu'une aide paramédicale,,.
Au sein de la brigade de sapeurs-pompiers de Paris, son équivalent est le véhicule de remise en condition du personnel (VRCP).